# Neosaure
El neosaure (Neosaurus cynodus) és un gènere de pelicosaure poc conegut de la família dels esfenacodòntids que visqué durant el Permià inferior. Se n'han trobat restes fòssils al Jura (França).